# Zaedyus pichiy
Zaedyus pichiy é uma espécie de tatu, a única do gênero Zaedyus. Ocorre do centro até o sul da Argentina, na Patagônia, a oeste dos Andes chilenos e sul do Estreito de Magalhães.

## Subespécies
- Zaedyus pichiy caurinus Thomas, 1928[2]
- Zaedyus pichiy pichiy Desmarest, 1804[2]